# 性感到位 (歌曲)
〈性感到位〉（英語：Positions）是美国歌手爱莉安娜·格兰德的歌曲，收录于她的第六張錄音室專輯《同名录音室专辑》，作为专辑的首发主打单曲于2020年10月23日发行。歌曲是由爱莉安娜、安吉丽娜·巴雷特、布莱恩·文森特·贝茨、妮娅·查尔斯、詹姆斯·弗兰克斯、Tommy Brown、伦敦·福尔摩斯、汤米·布朗和弗兰克斯先生共同创作，后三者亦是歌曲的制作人。
〈性感到位〉是一首中速流行音乐及R&B歌曲，由吉他和中提琴制作。看到爱莉安娜·格兰德将浪漫的歌曲曲扩展到她的爱情和爱好。这首歌受到音乐评论家的普遍好评，称赞曲子轻柔柔和的声音。这首歌的音乐录影带由Dave Meyers执导，并描绘了格兰德作为美国总统的情形。
这首歌在美国百强单曲榜排行榜上空降第一，成为第一位在榜单上有五张空降冠軍单曲的歌手，也維持她的每张专辑的首波主打单曲都在前10名的紀錄。它还在全球二百强单曲榜和公告牌美国除外全球单曲榜上排名第一。〈性感到位〉成为首张同时在排行榜和百强单曲榜榜首亮相的歌曲。此外，“位置”在澳大利亚，保加利亚，加拿大，希腊，匈牙利，爱尔兰，以色列，立陶宛，马来西亚，新西兰，新加坡，台湾和英国居榜首，格兰德在英国的第7首冠單。它还在其他30个国家/地区的图表前10名中达到了顶峰。截至2021年4月，这首歌已在11个国家/地区获得金奖或更高级别的认证。

## 背景和发行
由于2020年美国总统大选的来临，格兰德在推特发布新歌主打曲。2020年10月23日，该歌曲正式亮相在他的社交媒体。